# Concert per a violí núm. 1 (Martinů)
El Concert per a violí núm. 1, H. 226, va ser compost per Bohuslav Martinů entre el 15 de març i el 18 d'abril de 1932 a París, encarregat pel violinista virtuós Samuel Dushkin, a qui el va dedicar. No es va arribar a estrenar en vida del compositor i, després de la seva mort el 1959, es va considerar perdut. Dos anys més tard, el musicòleg d'origen alemany Hans Moldenhauer va descobrir que el tenia contrafagotista de l'Orquestra Simfònica de Boston Boaz Piller, i li va comprar. El violinista txec Josef Suk (net del compositor Josef Suk), va tocar en l'estrena mundial de l'obra el 25 d'octubre de 1973 amb l'Orquestra Simfònica de Chicago dirigida per Georg Solti.
La peça consta de tres moviments, amb un temps d'execució d'uns 25 minuts:
1. Allegro moderato
2. Andante
3. Allegretto

El violinista Samuel Dushkin va fer la comissió d'aquest concert. Stravinski ja havia escrit per a Dushkin el seu concert de violí. Martinů tenia moltes esperances per a aquest treball, ja que Dushkin era en aquell moment un artista d'alt nivell i havia deixat la seva marca estilística en alguns aspectes de l'obra.
Al final d'un fragment de la partitura autògrafa guardada a la Northwestern University de Chicago hi ha escrita la data "7 desembre 1932". Martinů va editar el concert a la tardor de 1933.